# Episodi di Wild Bill Hickok (ottava stagione)
L'ottava stagione della serie televisiva Wild Bill Hickok è andata in onda negli Stati Uniti dal 19 febbraio 1958 al 16 maggio 1958 in syndication.
| nº | Titolo originale              | Prima TV USA     |
| -- | ----------------------------- | ---------------- |
| 1  | Marvin's Mix-Up               | 19 febbraio 1958 |
| 2  | Spurs for Johnny              | 26 febbraio 1958 |
| 3  | Monkeyshines                  | 5 marzo 1958     |
| 4  | The Runaway Wizard            | 12 marzo 1958    |
| 5  | Meteor Mesa                   | 19 marzo 1958    |
| 6  | Town Without Law              | 26 marzo 1958    |
| 7  | The Sheriff of Buckeye        | 2 aprile 1958    |
| 8  | Clem's Reformation            | 9 aprile 1958    |
| 9  | Jingles on the Jailroad       | 16 aprile 1958   |
| 10 | The Daughter of Casey O'Grady | 23 aprile 1958   |
| 11 | The Angel of Cedar Mountain   | 30 aprile 1958   |
| 12 | The Good Indian               | 9 maggio 1958    |
| 13 | Counterfeit Ghost             | 16 maggio 1958   |

## Marvin's Mix-Up
- Diretto da:
- Scritto da:

### Trama
- Interpreti: Guy Madison (U.S. Marshal James Butler 'Wild Bill Hickok), Andy Devine (vice Marshal Jingles P. Jones), Donna Drew (Abigail Palmer), Robert 'Buzz' Henry (Marvin Gillis), William Henry (Sam Coogan / The Highlander), Bud Osborne (Kansas Jack), Fred Sherman (Seth Goodwin), Forrest Stanley (	negoziante)

## Spurs for Johnny
- Diretto da:
- Scritto da:

### Trama
- Interpreti: Guy Madison (U.S. Marshal James Butler 'Wild Bill Hickok), Andy Devine (vice Marshal Jingles P. Jones), John Crawford (Johnny Hendericks), Johnny Crawford (Johnny), Harry Hickox (Matt Hendericks), Florence Lake (Clara Hendericks), Theodore Lehmann (Colton), Gil Perkins (Alex Gurse), Guy Teague (Dorman)

## Monkeyshines
- Diretto da:
- Scritto da:

### Trama
- Interpreti: Guy Madison (U.S. Marshal James Butler 'Wild Bill Hickok), Andy Devine (vice Marshal Jingles P. Jones), Lela Bliss (Ellen Winters), Larry Chance (Joe Mason), William Kerwin (Tom), Ken Mayer (Lon Sykes), Charles Schaeffer (primo scagnozzo), Michael Vallon (Luigi Pastore)

## The Runaway Wizard
- Diretto da:
- Scritto da:

### Trama
- Interpreti: Guy Madison (U.S. Marshal James Butler Wild Bill Hickok), Andy Devine (vice Marshal Jingles), Pamela Baird (Mary Lou Stanton), Monte Hale (Doyle Fetcher), Bill Hale (scagnozzo Hooker), George Ross (Yancy), William Newell (Banker Moore), Paul Hahn (Stranger), Herman Hack (cittadino), William Kerwin (Tom)

## Meteor Mesa
- Diretto da:
- Scritto da:

### Trama
- Interpreti: Guy Madison (U.S. Marshal James Butler 'Wild Bill Hickok), Andy Devine (vice Marshal Jingles P. Jones), Harry Antrim (professor Morrow), Bill Catching (Slattery), Sam Flint (Doc Philips), Gil Frye (capo Lone Eagle), Robert Swan (Bilker)

## Town Without Law
- Diretto da:
- Scritto da:

### Trama
- Interpreti: Guy Madison (U.S. Marshal James Butler 'Wild Bill Hickok), Andy Devine (vice Marshal Jingles P. Jones), Stanley Adams (Tuck Lasher), George Barrows (Bart), Jack Littlefield (Jud Mason), Emmett Lynn (Cannonball), Carol Nugent (Sue Lightfoot), John Truax (Kansas)

## The Sheriff of Buckeye
- Diretto da:
- Scritto da:

### Trama
- Interpreti: Guy Madison (U.S. Marshal James Butler 'Wild Bill Hickok), Andy Devine (vice Marshal Jingles P. Jones), Robert Clarke (sceriffo John Kester Jr.), William 'Billy' Benedict (Clarence), Fred Kohler Jr. (Luke), Dorothy Neumann (Mrs. Kester), Byron Foulger (Troy Elder), Baynes Barron (Jay Garth), Patrick Whyte (Mark Cullen), Selmer Jackson (governatore)

## Clem's Reformation
- Diretto da:
- Scritto da:

### Trama
- Interpreti: Guy Madison (U.S. Marshal James Butler 'Wild Bill Hickok), Andy Devine (vice Marshal Jingles P. Jones), William Bryant (Clem Orton), Gay Goodwin (Hildy), Duane Grey (Wyman), William Justine (Hank), Frank J. Scannell (Tom Brewster), Lonnie Thomas (Jimmy)

## Jingles on the Jailroad
- Diretto da:
- Scritto da:

### Trama
- Interpreti: Guy Madison (U.S. Marshal James Butler 'Wild Bill Hickok), Andy Devine (vice Marshal Jingles P. Jones), Roy Erwin (Fireman), Richard Farnsworth (Butler), Bobby Jordan (conducente), Richard Karlan (Ben Slade), Leonard Penn (Dale), Syd Saylor (Engineer), Bob Stratton (sceriffo), Ben Welden (Barber)

## The Daughter of Casey O'Grady
- Diretto da:
- Scritto da:

### Trama
- Interpreti: Guy Madison (U.S. Marshal James Butler 'Wild Bill Hickok), Andy Devine (vice Marshal Jingles P. Jones), Michael Forest (Strong Eagle), Frank Lackteen (Silver Horse), Mike Lane (capo Red Cloud), Jacqueline Park (Naomi), Harry Tyler (Casey O'Grady)

## The Angel of Cedar Mountain
- Diretto da:
- Scritto da:

### Trama
- Interpreti: Guy Madison (U.S. Marshal Wild Bill Hickok), Andy Devine (vice Marshal Jingles P. Jones), Rosetta Duncan (Ma Malone), Gregg Barton (Satin Saunders), Chuck Courtney (Danny Malone), Chuck Callaway (Checks), Wayne Davidson (Brown), William Kerwin (Tom)

## The Good Indian
- Diretto da:
- Scritto da:

### Trama
- Interpreti: Guy Madison (U.S. Marshal James Butler 'Wild Bill Hickok), Andy Devine (vice Marshal Jingles P. Jones), Dehl Berti (Silver Cloud), Michael Carr (White Wolf), Lane Chandler (sergente), William Kerwin (Tom), John Reach (Tom Grant), Charles Stewart (capitano Dan Bodie), Joseph Vitale (Storm Wind), Rush Williams (Bart)

## Counterfeit Ghost
- Diretto da:
- Scritto da:

### Trama
- Interpreti: Guy Madison (U.S. Marshal Wild Bill Hickok), Andy Devine (vice Marshal Jingles P. Jones), Iris Adrian (Ruby Page), Earle Hodgins (Tobias Riddle), William Keene (Matthew Elliott), Rusty Wescoatt (Fake Red Beard), Robert Nash (Delivers Telegram), William Kerwin (Tom)